# کولینز فای
کولینز فای (انگلیسی: Collins Fai؛ زادهٔ ۱۳ اوت ۱۹۹۲) بازیکن فوتبال اهل کامرون است.
از باشگاه‌هایی که در آن بازی کرده‌است می‌توان به باشگاه فوتبال دینامو بخارست و باشگاه فوتبال استاندارد لیژ اشاره کرد.
وی همچنین در تیم‌های ملی فوتبال زیر ۲۰ سال کامرون، Prosport، زیر ۲۳ سال کامرون، و کامرون بازی کرده‌است.